# Конжукова, Елена Дометьевна
Елена Дометьевна Конжукова (21 мая [3 июня] 1902, Павлоград, Екатеринославская губерния — 1 августа 1961, Москва) — советский учёный (зоолог и палеонтолог, кандидат биологических наук). Вторая жена Ивана Антоновича Ефремова.

## Биография
Родилась 21 мая (3 июня) 1902 года в городе Павлограде, в семье Дометия Пантелеевича Конжукова, владельца каменноугольных копей.
Окончила естественный разряд физико-математического факультета Крымского университета в Симферополе (1926).
С 1932 года работала в Палеозоологическом институте АН СССР.
В 1935 году её была присвоена степень кандидата биологических наук без защиты диссертации, по совокупности научных трудов.
Научные интересы — брахиоподы карбона и современные, амфибии и рептилии позднего палеозоя, мезозоя и современные. Вначале изучала современных брахиопод, позднее (вероятно, под влиянием мужа) её интересы сместились к древнейшим позвоночным, главным образом лабиринтодонтам. Её основные работы по этой тематике опубликованы в 1950-е годы.
Скончалась от болезни 1 августа 1961 года.

## Семья
В 1936 году вышла замуж за советского писателя и палеонтолога Ивана Ефремова.
- Сын — Аллан Иванович Ефремов[5]. (Жена - Ольга[6].)
  - Внучка - скульптор Дарья Ефремова[7].

## Память
В честь Елены Дометьевны Конжуковой для описанного ей вида Melosaurus vetusta Konzhukova, 1955 был установлен род конжуковия (Konzhukovia Gubin, 1991) подсемейства трифозухины (Tryphosuchinae) семейства мелозавры (Melosauridae) (новое название рода введено Ю. М. Губиным в 1991 году).

## Публикации
Имеет более 20 публикаций, в том числе монография «Основы палеонтологии. Земноводные, пресмыкающиеся и птицы» (в соавт., 1964, М.: Наука).
- Конжукова Е. Д. Интинская фауна нижней перми Северного Приуралья // Материалы по земноводным и пресмыкающимся / Труды ПИН, 1956. Т. 62. 91 c.
- Конжукова Е. Д. К морфологии Permocynodon и эволюции зубного аппарата Cynodontia // Памяти академика А. А. Борисяка / Труды ПИН, 1949. Т. 20. 358 c.
- Конжукова Е. Д. Новые ископаемые крокодилы из Монголии // Ракообразные и низшие позвоночные мезозойских континентальных отложений / Труды ПИН, 1954. Т. 48. 198 c.
- Конжукова Е. Д. Пермские и триасовые лабиринтодонты Поволжья и Приуралья // Материалы по пермским и триасовым наземным позвоночным СССР / Труды ПИН, 1955. Т. 49. 201 c.